# Arno Brys

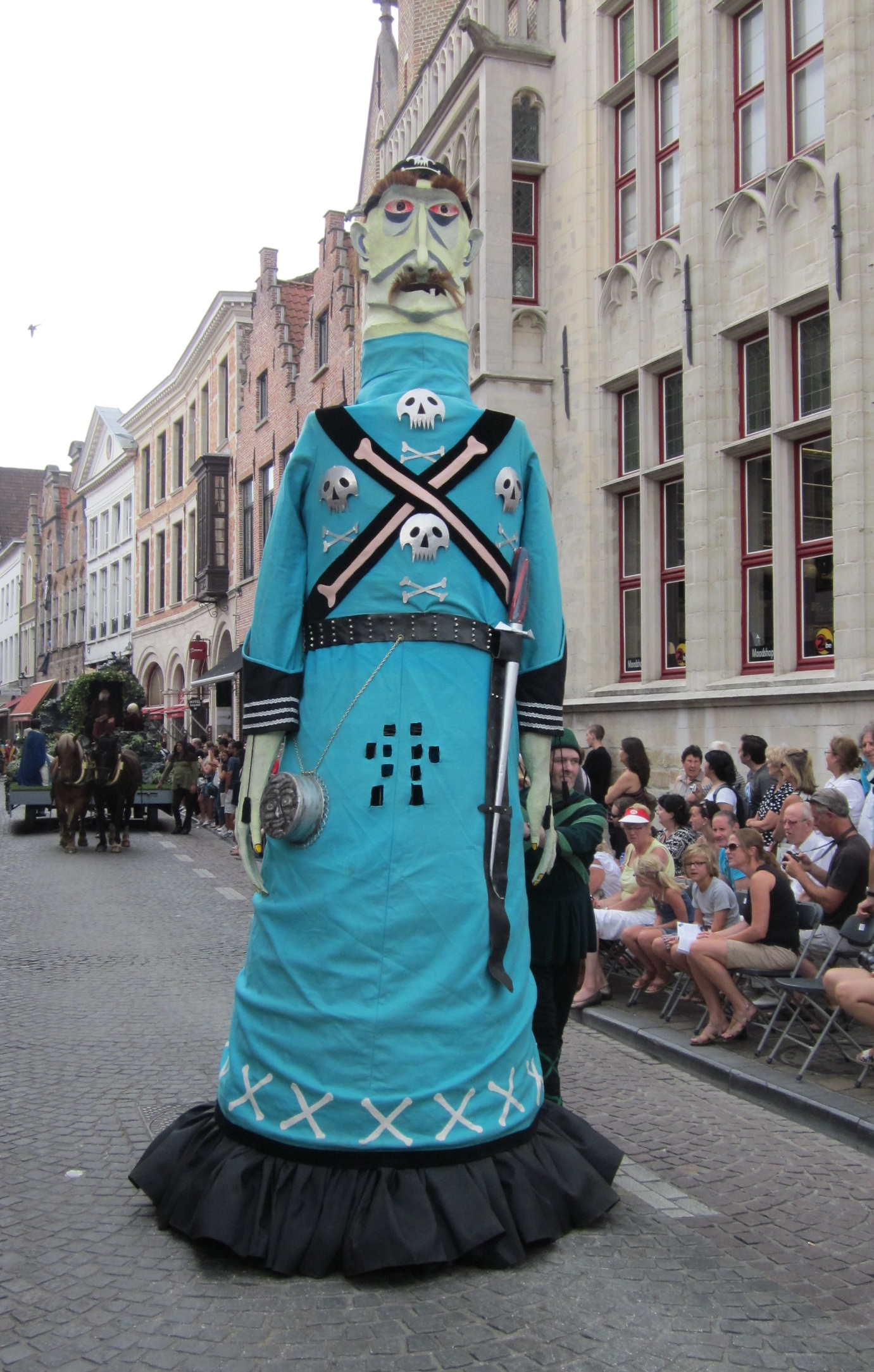
De reus Grimminck in de Gouden Boomstoet, een van de vele 'reuzen' die Arno Brys ontwierp.

Arno Brys, volledig: Arnold Jozef Maria Brys (Sijsele, 7 juni 1928), is een Belgisch tekenaar, graficus en ontwerper.

## Levensloop
Brys werd geboren in het talrijk gezin van Leon Brys (1897-1975) en Veneranda Salens (1903-1992) dat in Oostende ging wonen. Hij trouwde in 1955 met de kunstenares (tapijtenborduurster) Beatrix Uleyn en kwam toen in Brugge (Sint-Michiels en Sint-Andries) wonen. Ze kregen vijf kinderen.
Hij liep school in het Oostendse Onze-Lieve-Vrouwecollege. Hij werd van kinds af aangetrokken door de hout- en linosneden van o.m. Jozef Cantré, Victor Stuyvaert, Hermanns en Armand Panis. Hij keek op naar de illustraties van René De Pauw (1887-1946) en naar zijn muurschilderingen in het station van Brugge. Hij onderging verder de invloed van twee wandtapijten: de ommegang (1936-1937), en de penitenten van Veurne door Floris Jespers en van de portrettengalerie van Felix Labisse in de boekhandel Corman in Oostende. Voor het werk van James Ensor had hij een bijzondere belangstelling. Het absurde en ironische  in  zijn origineelste composities was uiteraard van belang voor zijn esthetische vorming.
In 1944-1945 werd het gezin geëvacueerd uit het Sperrgebiet en ging tijdelijk in Zwijnaarde wonen. Arno maakte er een aanzienlijk aantal schetsen en pentekeningen van landschappen en landlieden. Hij nam er deel aan een wedstrijd voor een praalwagen naar aanleiding van de bevrijdingsfeesten in Zwijnaarde. Hij behaalde de eerste prijs en kreeg meteen zijn eerste opdracht.
Hij kreeg vervolgens zijn opleiding aan het Hoger Instituut Sint-Lucas in Gent, die hij in 1951 met grootste onderscheiding beëindigde. Onder zijn leraars bevonden zich Max Van Damme (1914-1972), Gerard Hermans en Juliaan Kaspar die hem de volkskunst en de heraldiek aanleerden. Hij leerde de etstechniek aan bij leraar Gilbert Klemans, het boetseren bij Van Hecke en keramiek en glastechniek bij Joost Maréchal.
Tijdens zijn studies nam hij deel aan allerhande activiteiten:
- Hij behaalde in 1946 de tweede prijs in een postzegeltekenwedstrijd uitgeschreven door het Ministerie van Kolonies.
- Hij behaalde de eerste prijs in 1947 in de interscolaire affichewedstrijd uitgeschreven door de Sint-Lucasscholen van België.
- Hetzelfde jaar behaalde hij de eerste prijs voor de Sint-Lucas-tentoonstelling in de Sint-Pietersabdij Gent.
- Ook nog in 1947 schilderde hij de decors voor het toneelstuk S.O.S. Victrix, opgevoerd in de toneelzaal van het Onze-Lieve-Vrouwcollege in Oostende.
- In 1948 tekende hij de affiche voor de carnavalstoet in Oostende.
- Tussen 1948 en 1956 maakte hij illustraties voor kranten, zoals De Vlaamse Linie, De Bond, De Torhoutenaar en voor de jeugdbladen Kuifje en Hernieuwen.
- In 1950 leverde hij twintig zwart-witillustraties voor een werk over De Historiek van Oostende.
- In 1951 ontwierp hij de vlag voor de sportclub Hermes in Oostende.

Hij werd leraar aan de kunstacademie in Roeselare (1952-1963) en aan het Hoger Instituut Sint-Lucas in Gent (1952-1990). Hij was bij deze laatste de stichter van de afdeling Functionele grafiek (1972). Hij was eveneens betrokken bij de opbouw van de Sint-Lucas-meisjesafdeling Nieuwenbos in Gent (1959).
Zijn activiteiten maakten dat Brys vriendschappen aanknoopte met talrijke tijdgenoten, zoals Ludo Laagland, Heiko Kolt, Antoon Viaene, Remi Van Duyn, Godfried Oost, Anton van Wilderode en Jozef Verhelle (1910-1975).

## Ontwerper voor stoeten en processies

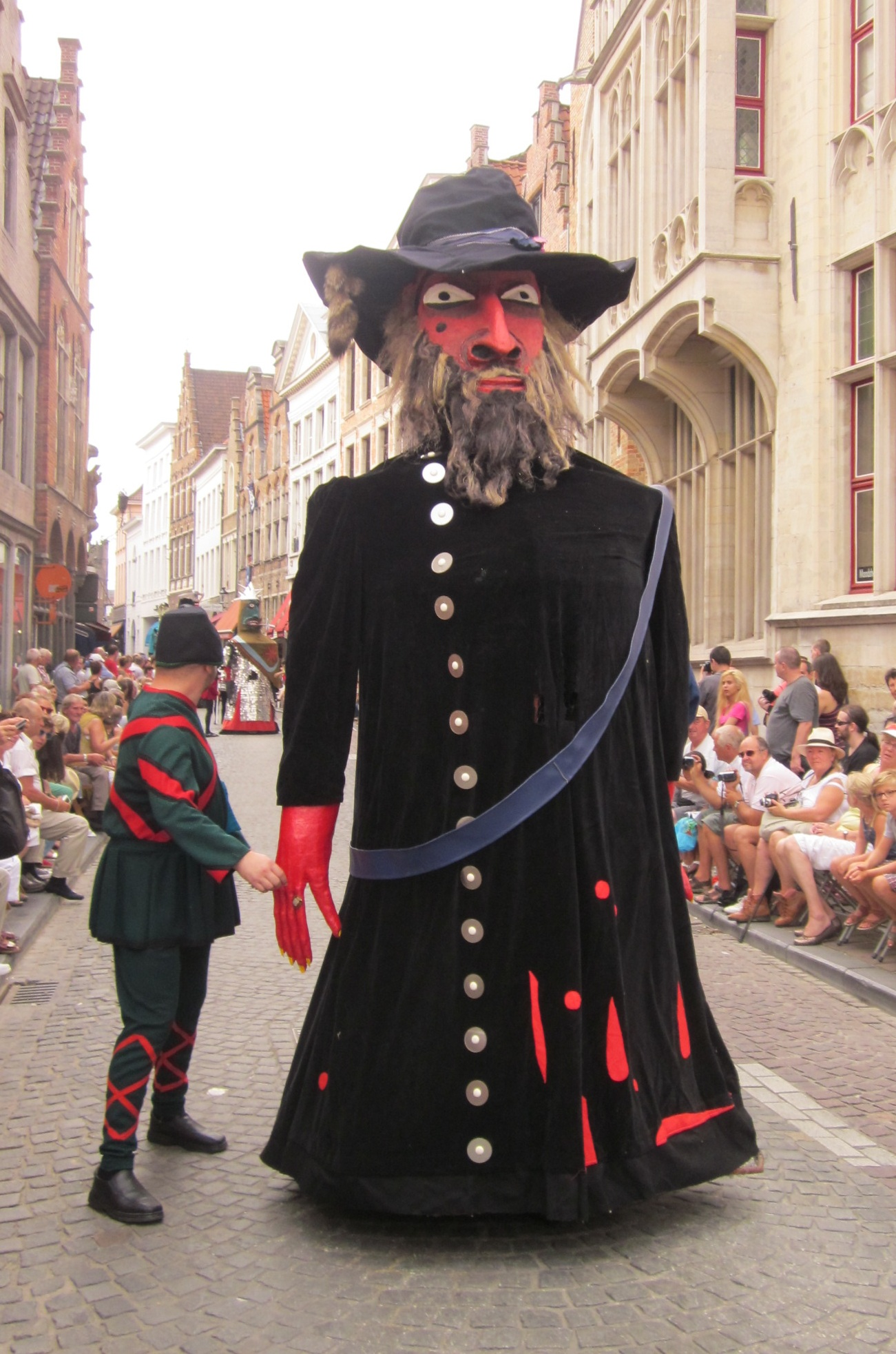
De reus Grauwelinck, ontworpen door Arno Brys

Brys verkreeg bekendheid als ontwerper voor stoeten en processies van kostuums, vlaggen, reuzen, praalwagens en praalboten, alsook van kostuums en decors voor toneel en openluchtspelen. Uit de rijke reeks realisaties zijn te vermelden:
- Kostuums voor een opvoering van Vondels Lucifer in Roeselare, onder regie van Antoon Vander Plaetse & Heiko Kolt.
- Decors en grafiek voor De Trouweloze Wereld van Bert Peleman in  Sint-Niklaas (1954) en in Kortrijk (1955).
- Kostuums en decors voor De Rechtvaardige Keizer van André Demedts (1955).
- Kostuums en een monumentaal podium voor het openluchtspel Godelieve van Gistel, in Gistel (1955).
- Decors en grafiek voor Muiterij op de Caine van Herman Wouk, in Sint-Niklaas (1955).
- In Roeselare, kostuums voor de Rodenbachstoet en ontwerp van het monumentale podium voor de Albrecht Rodebachfeesten (1956).
- In Roeselare, kostuums en decors voor Gudrun van Albrecht Rodenbach (1956).
- Decors voor Colombus van Charles Bertin, opgevoerd in Kortrijk en Sint-Niklaas (1956).
- Decors en kostuums voor Escurial van Michel de Ghelderode, opgevoerd in Kortrijk (1957).
- Ontwerp en vernieuwde aankleding van de vijf Roeselaarse Reuzen: Rolarius, Carlotta Vulgo, Koba van 't Fort, Mane en Zonnekind (1956-57).
- Kostuums en vlag 'wereldvrede' voor het openluchtspel 'Il Convegno Mondiale della Gioventu' in Rome (1957).
- Medestichtend lid van de kunstgroep THOR in Torhout, tekende hij de kostuums en vlaggen voor deze internationaal vermaarde kunstdansgroep (1957-62) onder leiding van Heiko Kolt.
- Schetsen en kostuumontwerpen voor Pantagleize van Michel de Ghelderode (1958).
- Kostuumontwerpen voor het Maria-openluchtspel in Dadizele (1958).
- Tekenaar en (gedurende enkele jaren) artistiek supervisor van de Praalstoet van de Gouden Boom: ontwerpen van honderden kostuums, vlaggen en rekwisieten, zes reuzen waaronder Phinaert, de historische reus van Vlaanderen, de draak van Constantinopel, vier praalwagens enz. Ook de bijohrende affiches en grafiek.
- Wingene: Kostuums, vlaggen, twee praalwagens, de reuzin Dulle Griet (1958).
- Kostuums en praalwagens voor de Oogststoet in Veurne (1960).
- Het uniform voor de gemeenteharmonie van Sint-Andries (1960-1961).
- Inrichting en aankleding van het Hotel Portinari op de Garenmarkt in Brugge (1960).
- Opvolging van de Gouden Boomstoet, aanvullende ontwerpen van een reeks kostuums en rekwisieten (1960).
- Deinze, Ontwerp van de reuzen Canteclaer en Copp en van drie praalwagens, kostuums en rekwisieten voor de Canteclaerstoet (1961-1965).
- Veurne, Plan, kostuums en grafiek voor de renovatie van de Boetprocessie (1961-65).
- Kostumes met toebehoren voor de schuttersgilden van Sint Sebastiaan in Grote-Brogel (1962).
- Oostduinkerke, kostuums en praalwagens voor de Garnaalstoet (1963-64).
- Wingene, uitbreiding van de Breughelstoet:  praalwagen, straatvlaggen en kostuums (1965).
- Turnhout, kostuums en een reeks praalwagens voor de Tijl Uilenspiegelstoet (1966-68).
- Veurne, ontwerpen voor beeldenwagens, kostuums en rekwisieten voor de Boetprocessie (1968-75).
- Gistel. Volledig vernieuwen van de H. Godelieve-processie: kostuums, wagens, vlaggen en rekwisieten, affiches en grafiek (1966-1970).
- Wingene. Vlaggen voor Breughelstoet en Breughelfeesten (1968).
- A. Brys aangesteld door het Centraal Directie Comité tot supervisor van de Gouden Boomstoet (1969).
- Ontwerpen van bloemenpraalwagens voor de jaarlijkse cavalcades in Blankenberge (1970-1980).
- A. Brys aangesteld als tekenaar van de te vernieuwen processie van het Heilig Bloed: kostuums, vlaggen, paardenschabrakken, rekwisieten, drukwerken  (alles te spreiden over een tiental jaren) (1970-1980).
- Blankenberge, nieuwe kostuums voor de reuzen Korno en Steffetje (1970).
- Brugge. Praalstoet van de Gouden Boomstoet. 4de ommegang. Aanvullend nieuwe kostuums- en vlaggenontwerpen (1970).
- Brugge. Ontwerp voor Gouden Boom-gedenkschaal in porselein (met het wapen van Karel de Stoute binnen de ketting van het Gulden Vlies). Ook een drietal keramische tegels 12 cm x 30 cm, met telkens als voorstelling een van Arno Brys' reuzen, werden in de loop der jaren in grote oplage gerealiseerd. (1970-71)
- Blankenberge. Tien praalwagens voor de bloemencavalcades (1971-181)
- Wenduine. Aankleding en vernieuwing van de drie Reuzen: Wanne, Louw en Scuteman (1972-73).
- Leuven. Vijf Davidsfonds-provincievlaggen (1972).
- Brugge, kostuums en slotpraalwagen voor de inhuldigingsstoet van burgemeester Michel Van Maele (1972).
- Roeselare, toneelkostuums voor De Zoon des mensen van Dennis Potter (1973).
- Brugge. Decor en versiering van de Markt, kostuums, paardenschabrakken, baldakijn, vlaggen, tenten en alle bijhorende rekwisieten en grafiek voor het Groot Tornooi van Brugge 1392-1974 (1974).
- Brugge. Lay-out, typografie en illustratie van het programmaboek (tekst Antoon Viaene) voor de Praalstoet van de Gouden Boom, Ontwerp van een nieuwe praalwagen 'Brugge krijgt een keure', werk aan praalwagens en kostuums (1975).
- Catania ( Sicilië ): Gouden medaille voor de Gouden Boomaffiche, als beste Europese toeristische affiche van het jaar (1975).
- Sint-Kruis-Brugge. Vlag voor de St.-Sebastiaan-schuttersgilde (1976).
- Culturele uitwisseling Brugge - Tilburg. Aansluitend een aantal etsen: o.m. De Brugse ruiter, Barmeid, De lindeboom, De Kruikenzeiker van Tilburg en de Brugse zot (1977).
- Wingene. Breughelstoet: praalwagens o.m. Breughel ter ere en Boerenbruiloft (1977).
- Brugge, Goudenboomets op grote oplage, formaat 43 cm x 30 cm (1977).
- Brussel, creatie van vijf reuzen voor de BRT n.a.v. 25 jaar Vlaamse Televisie, o.m. Mister TV en Miss Antenne (1977).
- Brugge. Negen kleurrijke ambachtsvlaggen (ieder 3M2) voor de inkomhal van het stadhuis (1980-82).
- Passendale. Vlaggenontwerpen en kostuums  voor de kaasstoet (1981-87).
- Kostuum voor de leden van de Confrérie van de Kaas te Passendale (1982).
- Passendale. Gouden reliëfstempel en opmaak van het gulden boek van de kaasmakerij Robert Donck naar aanleiding van het bezoek van koning Boudewijn en koningin Fabiola (1983).
- Arno Brys, grondlegger van het Kaasmuseum in Wijnendale (1981-1991).
- Kerk van Ver-Assebroek, ontwerptekening van een friesvormige  kerststal voor de zuid-zijwand. (1983).
- Brugge-Zeebrugge: Praalboot versierd met de wapens der hanzasteden, nieuwe reuzin 'Brugse Scone', kostuums, vlaggen en wimpels, naar aanleiding van de inwijding van de nieuwe zeesluis (Vandammesluis) in Zeebrugge (1984-85).
- Brugge. Banket van de Witte Roos. Podium, decor, kostuums en versiering van de grote zalen van de Halletoren.  Alle bijhorende veelkleurige grafiek (1985).
- Lo. Creatie en ontwerptekening van de reuzin 'Lolekkerfee'. Bijgaand kostuums en ideeschetsen voor de reuzendragers en kaasdragers aldaar (1985).
- Tiegem, Sint Pieters en Sint Arnolduskerk. Glasraam in het kerkkoor: Sint Arnout en Sint Pieter (1985).
- Brugge. Goudenboomstoet.  Supervisie: aanvullend kostuumcreaties, praalwagens en renovaties (1985).
- Blankenberge. Publifer-affiche voor de Bloemencorso n.a.v. 150 jaar NMBS (1985)
- Brugge. Keramische tegel van de reus Schaerlippe 34 op 15 cm. (1986)
- Postel(-abdij). Creatie van een kaas-en biereticket 1972 (1986).
- Wijnendale-Torhout. Ontwerp voor een monumentale veelkleurige  kaasbeeld- kaart van België (1987-88).
- Steenvoorde (Frankrijk) kostuums en aankleding van de reus Jean le Bûcheron voor Les Amis de Fromulus (1988).
- Brugge-Zeebrugge. Zb’90. Visualisering van een historische evocatie omtrent Margaretha van Oostenrijk en de humanisten Erasmus, Thomas More en Juan Luis Vivès (1990).
- Aankleding van een monumentaal ponton bezet met een volledige fanfare. Creatie van de keizerlijke staatsiesloep Imperator n.a.v. de havenfeesten te Zeebrugge (1990).
- Plantekening voor het Campus Pacis Universalis te Zeebrugge en een Infotoren met historisch rad van fortuin op de Burg te Brugge. Ontwerp en uitvoeringstekening van de bijgaande zilveren erepenning (1990).
- Eerste ontwerp uit een reeks voorontwerpen: Vrede door Verzoening der godsdiensten in de wereld, bedoeld voor een monumentaal glasraam in de Sint-Maartenskerk in Ieper (1991).
- Brugge: decor en grafiek n.a.v. een heruitgave van Het Banket van de Roos in de Stadshallen (1992).
- Ieper, Sint-Maartenskathedraal, zuidoostelijk zijkoor. Monumentaal Vredesraam (1993-94).
- Brugge-Zeebrugge. Idee, tekst  en visualisering van een monumentale driedelige historische stoet: De Grote Parade ZB'95 (= een verdere uitbouw van ZB'90 met o.m. naast praalwagens, praalboten en narrenschip, honderden kostuums, vlaggen, wimpels, accessoires en affiche / ook het decor op de Burg te Brugge (1993-95)./
- Brugge-Zeebrugge. Lay-out, tekst en illustratie van het viertalige programmaschrift voor de Grote Parade ZB'95 (1995).
- Moerbeke-Waas, prent voor  het Liber Amicorum van Anton van Wilderode (1996).
- Reeks  éénmalige grafische figuratieve prenten in gemengde technieken, o.m. Finaert in 't Verbrand Nieuwland, Hic nihil stat , Waalse folklore, Drie Wijzen, De doos van Pandora, le Kiproko e.a. (1996-2004).
- Grafische prent 'Brugse triptiek'. Gemaakt naar aanleiding van Brugge 2002, culturele hoofdstad van Europa (2001-2002).
- Brugge-Zeebrugge. Veelkleurige grafiek (uitnodigingskaarten, spijskaarten e.a.) voor de heruitgave van The Banquet of the White Rose (2002).
- Artistiek en esthetisch advies bij de ingrijpende renovatie  van het interieur van de Sint-Nikolaaskerk te Slijpe in West-Vlaanderen (2006-07).
- Slijpe. Studiewerk, ideeschetsen voor glasraampanelen en muurschilderingen met als thema Tempeliers, Hospitaalridders en Jeruzalemvaarders in Vlaanderen (2007-2010).
- Grafisch vijfluik: opus XXV Het kerstgebeuren. Een uniek stuk in een gemengde grafische techniek. Formaat 1,14 m op 0,41 m., aanvullend een beschrijvende toelichting opgemaakt door de auteur (2008).
- Slijpe. Sint-Niklaaskerk. Cartoons op ware grootte van een reeks van vijftien glasraammotieven i.v.m. de tempeliers en de hospitaalridders voor het historische tempeliersdorp Slype (2009).
- Slijpe Sint-Niklaaskerk: Uitvoeringstekeningen op ware grootte voor de muurschildering: Mantelmadonna schutsvrouwe der Tempeliers (2010, inhuldiging 2012).
- Slijpe. Vijftien glasraampjes, ontworpen en getekend op ware grootte in 2009, voor de Tempelierskerk van Slype (2014).

De ontwerpen door Brys vielen op door hun heraldische en historische correctheid, door de rijkdom van de uitvoering en de gebruikte stoffen en materialen alsook door de variatie van de kleurencombinaties.

## Heilig Bloedprocessie

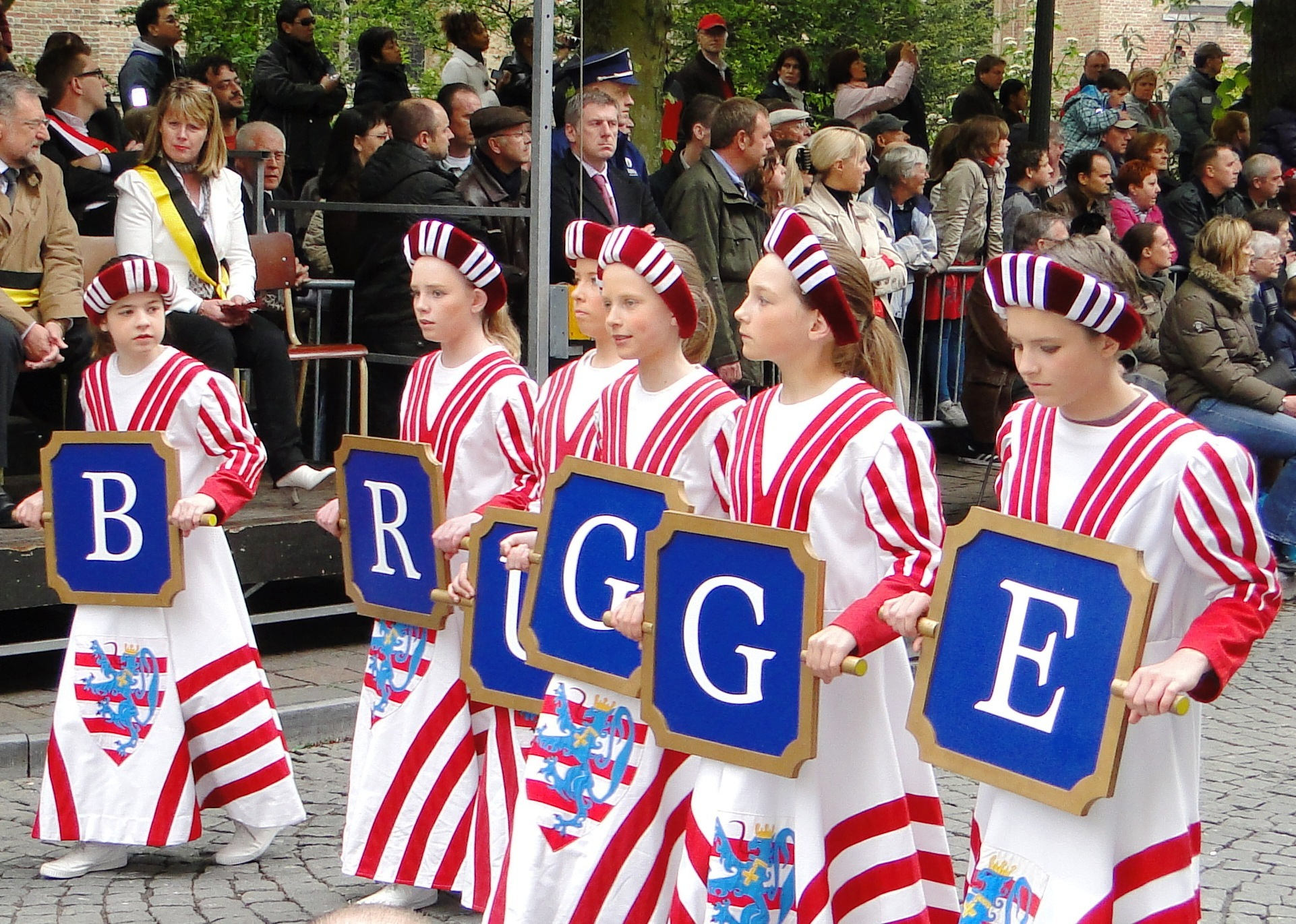
Heilig Bloedprocessie Brugge

Toen in 1969 het voortbestaan van de Heilig Bloedprocessie bedreigd leek, zette Brys zich samen met Antoon Viaene in voor een vernieuwing van deze processie. Een tienjarenplan werd opgesteld en goedgekeurd door het stadsbestuur van Brugge en door de Edele Confrérie van het Heilig Bloed. Brys stond in voor de kostuums, vlaggen en rekwisieten.

## Grafisch werk
Vanaf de jaren vijftig maakte Brys naam met gelegenheidsgrafiek (geboorten, kerst- en nieuwjaarsprenten), feestmenu’s, ex librissen, vignetten, boekillustraties en stofwikkels prentkaarten, affiches, illustraties voor diverse opdrachtgevers en drukkerijen o.m. Grafica / Oostende en Lannoo /Tielt .
Zijn ontwerpen vielen op door de zuiverheid van de lijnen, hun narratief  en origineel karakter en de inleving van de auteur in de personalia van de opdrachtgevers.
Hij ontwierp onder meer:
- Eerste prijs voor een Nieuwpoortse wimpel, in een wedstrijd georganiseerd door het Provinciaal Comité voor Kunstambachten West-Vlaanderen (1952).
- Een reeks illustraties voor het gezinsboek: 'Kunstenaars voor de jeugd', een initiatief van kunstenaar en nobertijn Callixte Fimmers (1952).
- Hij werd medestichtend lid van de Christelijke Vlaamse Kunstenaarsvereniging (C.V.K.V.) en redactielid van het tijdschrift West-Vlaanderen, waarin hij de rubriek 'prisma der jongeren' verzorgde.
- In de redemptoristenkerk van Roeselare voltooide hij tien monumentale muurschilderingen (1952-1953).
- In het gulden boek dat door de provincie West-Vlaanderen werd aangeboden aan koning Boudewijn bij zijn Blijde intrede in Brugge, leverde Brys twee illustraties: Tijl Uilenspiegel en De Zee (1953).
- Hij nam deel met schilderijen aan het Salon International de l'Art libre in Parijs (1954).
- Affiche en brochurecover voor het 'Internationaal kosterskongres' (1954).
- Affiche voor de Vde Nationale Meiboomplanting in Roeselare (1956).
- Geselecteerd uit zestig kandidaten voor het maken van Muurschilderingen in het paviljoen West-Vlaanderen op de Wereldexpo '58 in Brussel (1957).
- Brugge. Keramische tegel van de reus Phinaert 34 op 15 cm en 90 op 25 cm. (1959)
- Koksijde. Legerbasis. Ontwerp van een monumentaal wandtapijt (5 op 1,5 m): geboorte van Christus, een kersttafereel. Uitgevoerd op Evenhoghe door echtgenote Beatrix Uleyn (1959).
- Ideeschetsen voor een monumentaal wandtapijt 'het visioen van Robrecht van Jeruzalem'. Gevolgd door een ontwerp op schaal (1960-1965).
- Cover, lay-out en 10 zeskleurige illustraties voor de 21ste druk van Stijn Streuvels Kerstekind, een uitgave van Orion-Desclée de Brouwer (1960-62).
- Brugge. Aanvang van een reeks schetsen en grisailletekeningen van historische personages voor de gevel van het stadhuis (1962).
- USA, Memphis, Tennessee. Grafische ontwerpen (baliestandaarden) voor Cotton Council International (1962).
- Betrokken bij de algemene inrichting van de nieuwe raadszaal in Sint-Andries met o.m. de realisatie van een abstract glasraam in beton, glasdallen en ronde glazen orgelstaven (3,5 op 0,5 m) (1964-1966).
- Brugge. Ontwerp van een gepolychromeerd, beweegbaar poppenensemble 'West-Vlaamse Beroepen met Westvlaamse wapenschilden' (1,60 op 0,50 m) een kunstwerk voor Gouverneur Ridder Pierre van Outryve d'Ydewalle (1964).
- Affiche voor de Permeketentoonstelling in Kaapstad (1964).
- Oostende. Grafiek en aankleding van het pruikenhuis Berritzka: tochtscherm in emailschilderring 'kiek no da van mien' (1965-66).
- Ieper, monumentaal glasraam 'Luister van Ieper' in de raadszaal van het Ieperse stadhuis (1970-71).
- Westende, Zon & Zee, Glasraam (2,50 op 0,60 m) in het vakantieverblijf Zon & Zee (1970).
- Ieper. Ontwerp van een heraldisch motief en monogram voor uitvoering in goudstempeldruk op de ruggen der lederen zetels van Burgemeester en Schepenen (1972).
- Heeze (Nederland) Deelname aan de Reuzententoonstelling in het kader van de XVde Brabantse Dag. Inzending van zes originele ontwerptekeningen van de reuzen: Finaert, Grimminck, Schaarlippe, Spykeroen, Grauwelinck en reuzin Dulle Griete (1972).
- Brussel. Vlaamse huisvestingsmaatschappij: glasraam 'de negen provincies ' (1973).
- Poperinge. Sint-Bertinuskerk: vijf monumentale glasramen in het hoofdkoor: West-Vlaamse heiligen rondom Sint-Bertinus en zijn heilige monniken. Adam en Eva in een kader van de specifieke hoppeteelt (1975).
- Kemmel-Mezen, reeks van 14 heraldische vlaggen van de Heuvelland-gemeenten (1975).
- Brugge. Affiche (1) voor de Reiefeesten / in opdracht van Comité voor Initiatief (1975).
- Waardamme. Gemeentevlag 'Deugd baart Vreugd' (1976).
- Brugge. Stofwikkel en embleem Proostse Leeuw (goudstempel) voor het boek 500 jaar vrye archiers te Sint-Kruis-Brugge. Uitgave Orion Brugge (1976).
- Poperinge. Sint Bertinuskerk. Ontwerp monumentaal glasraam 'het Kerstgebeuren' (1977).
- Brugge. Affiche (2) voor de Reiefeesten 1979 (1979).
- Keramische tegel van de reus Spykeroen 34 op 15 cm (1980).
- Monumentaal polychroom keramiekreliëf voor de vismijn van Zeebrugge: de wonderbare visvangst (boetseerwerk Elie Van Damme, Merelbeke) (1979-1981).
- Brugge stadhuis: glasramenfries 'de fusiegemeenten' voor de kleine raadszaal / de destijds zogenaamde kleine trouwzaal (1981).
- Ieper. Stadhuis. Glasraam (roosvenster ), herdenkingsraam 1914-1918 t.a.v. het VIde regiment der Lanciers (1981).
- Roeselare. Onder impuls van A.B. en in samenwerking met het huldecomité Remi van Duyn, ontstaat het boek Remi van Duyn, 1910-1982: Portret van een Vlaming. A.B. stelt de redactieleiding samen, redigeert en is verantwoordelijk voor lay-out, illustraties, cover en een ruime tekstbijdrage (1991-1993).
- Glasramen voor de Sint-Maartenskathedraal in Ieper (1993).
- Glasramen voor de Sint-Bertinuskerk in Poperinge (1977-1980).
- Lay-out en plantekening van het Kaasmuseum in Torhout-Wijnendale (1986).
- Grote muurschilderijen waarin de geschiedenis van de Tempeliers en Hospitaalridders wordt uitgebeeld, in de Sint-Niklaaskerk, Slijpe-Middelkerke.

Arno Brys nam deel aan talrijke tentoonstellingen, in binnen- en buitenland.

## Auteursrechten
Arno Brys heeft bij herhaling te maken gehad met een miskenning van zijn auteursrechten.
Dit was onder meer het geval in Roeselare, in de kerk van de Redemptoristen, waar muurschilderingen van Brys buiten hem om werden 'gerestaureerd' en verknoeid.
In Brugge kwam het tot een botsing met het stadsbestuur en het Comité voor Initiatief. Brys zag zich in 1989 verplicht een proces te voeren om zijn auteursrechten te doen erkennen. Na een jarenlange procedure werd hij in 2003 door het hof van beroep in het gelijk gesteld.

## Woonhuis
Brys liet zijn woning, met atelier voor hem en zijn echtgenote, bouwen naar een ontwerp van architect Jan Tanghe, in de Grote Moerstraat, Sint-Andries. Het huis genaamd Evenhoghe kreeg erkenning als kunstenaarswoning. In 1962 kreeg het de derde melding in de jaarlijkse prijs Van de Ven voor Architectuur.

## Publicaties
- Westvlaanderen stelt ten toon, in: West-Vlaanderen, 1952.
- Heiko Kolt, in: West-Vlaanderen, 1956.
- Klein-beeldhouwwerk in Vlaanderen. De wandelstok van Carel Salens, in: Biekorf, 1966.
- Eerste kerstverhaal van Stijn Streuvels, 1886, in: Biekorf, 1969.
- En de wagen die reed voort. Poperinge-Ommegang, in: Biekorf, 1972.
- Waarheen met de gemeentewapens?, in: Biekorf, 1973.
- De maatstok van Peter Benoit, in: Biekorf, 1983.
- Klein beeldhouwwerk in Vlaanderen. Nog een wandelstok, in: Biekorf, 1984.
- Uit de Westvlaamse kaasmakerij, in Biekorf, 1987.

## Musea
Begin 2022 kocht Musea Brugge een collectie ontwerpen en grafiek aan, van de hand van Arno Brys. De Musea kondigden deze aankoop als een unieke collectie aan. Ze behelst:
- 150 kostuum- en reuzencreaties voor historische optochten,
- een aanzienlijk aantal ontwerptekeningen van vaandels, decors, praalwagens en -boten, affiches en programmaboekjes,
- grafiek op papier gerelateerd aan Brugse evenementen.